# 羅霍希
51°38′13″N 31°7′24″E / 51.63694°N 31.12333°E

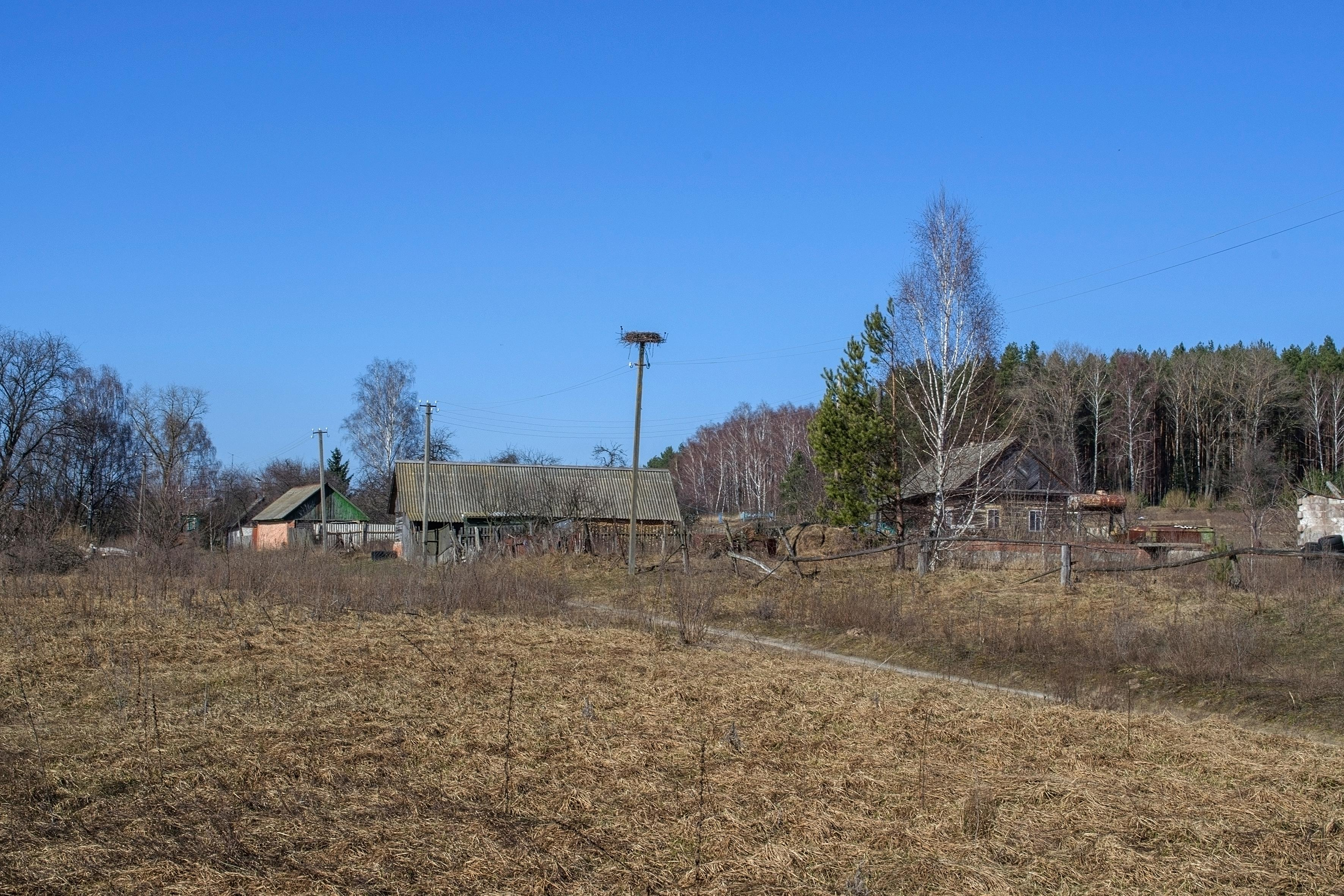

羅霍希（烏克蘭語：Рогощі），是烏克蘭北部切爾尼希夫州切爾尼希夫區新比洛乌斯市镇的村落。面積0.54平方公里，海拔高度127米，2001年人口86，人口密度每平方公里158.7人。

## 外部連結
- Историческая информация о селе Рогощ （页面存档备份，存于） （俄文）